# Hospice du Vigan
L'hospice du Vigan est un ensemble de bâtiments situé dans le département français du Gard, sur la commune du Vigan, en France.
La chapelle, ainsi que la façade de l'ancien hospice sur l'avenue Emmanuel d'Alzon ont été inscrits monument historique par arrêté du 29 mars 1993.